# کلیسای زوراتس
- کلیسای وراتس (ارمنی: Զորաց եկեղեցի؛ انگلیسی: Zorats Kar) یا کلیسای استپانوس مقدس (ارمنی: Սուրբ Ստեփանոս եկեղեցի) یک کلیسا متعلق به کلیسای حواری ارمنی واقع در شهر یغگیس، استان وایوتس‌جور ارمنستان می‌باشد. ساخت و ساز این ساختمان در سده ۱۴ میلادی؛ به پایان رسید. این بنا به سبک معماری ارمنی طراحی شده است.

## نگارخانه

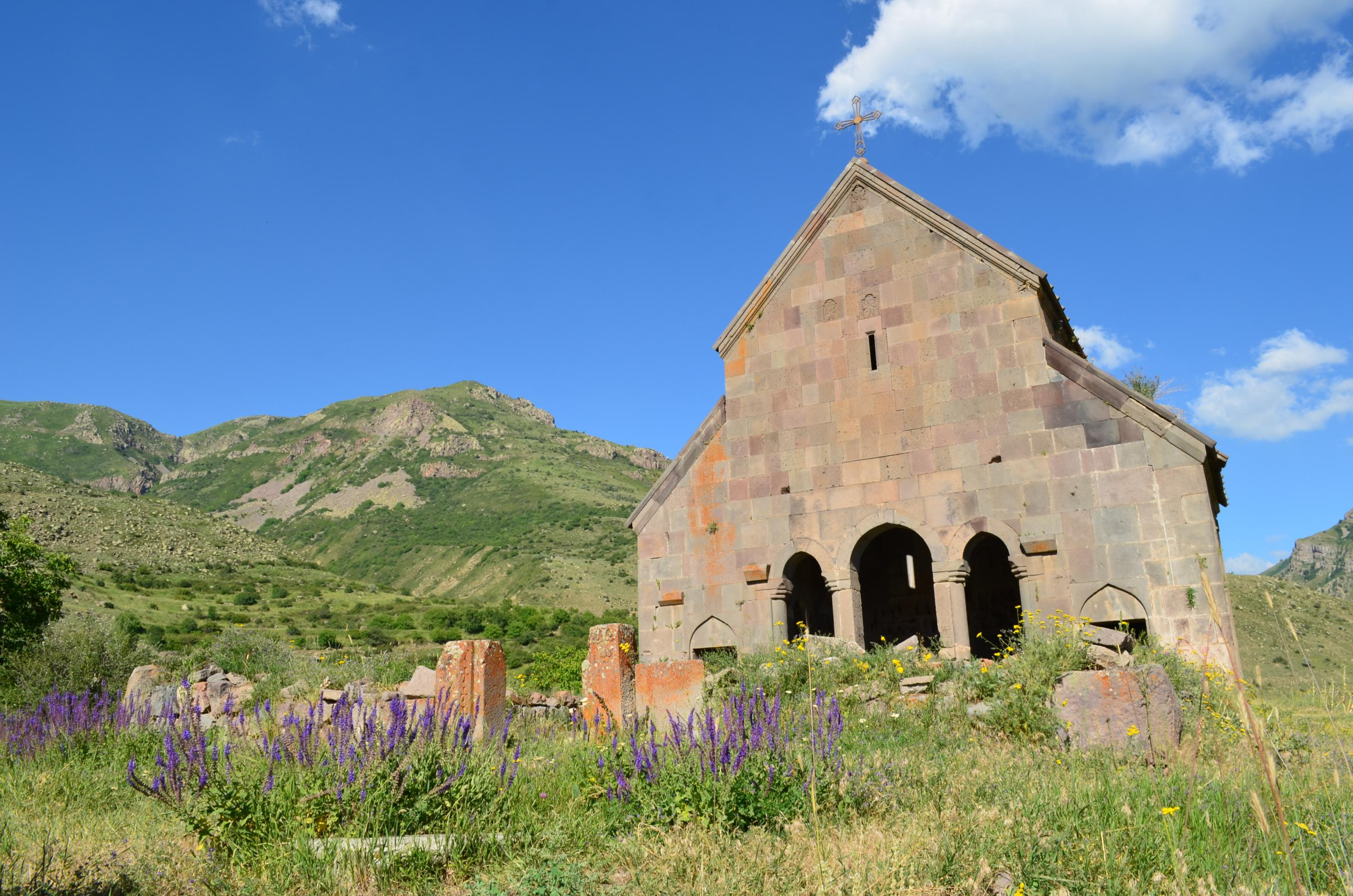
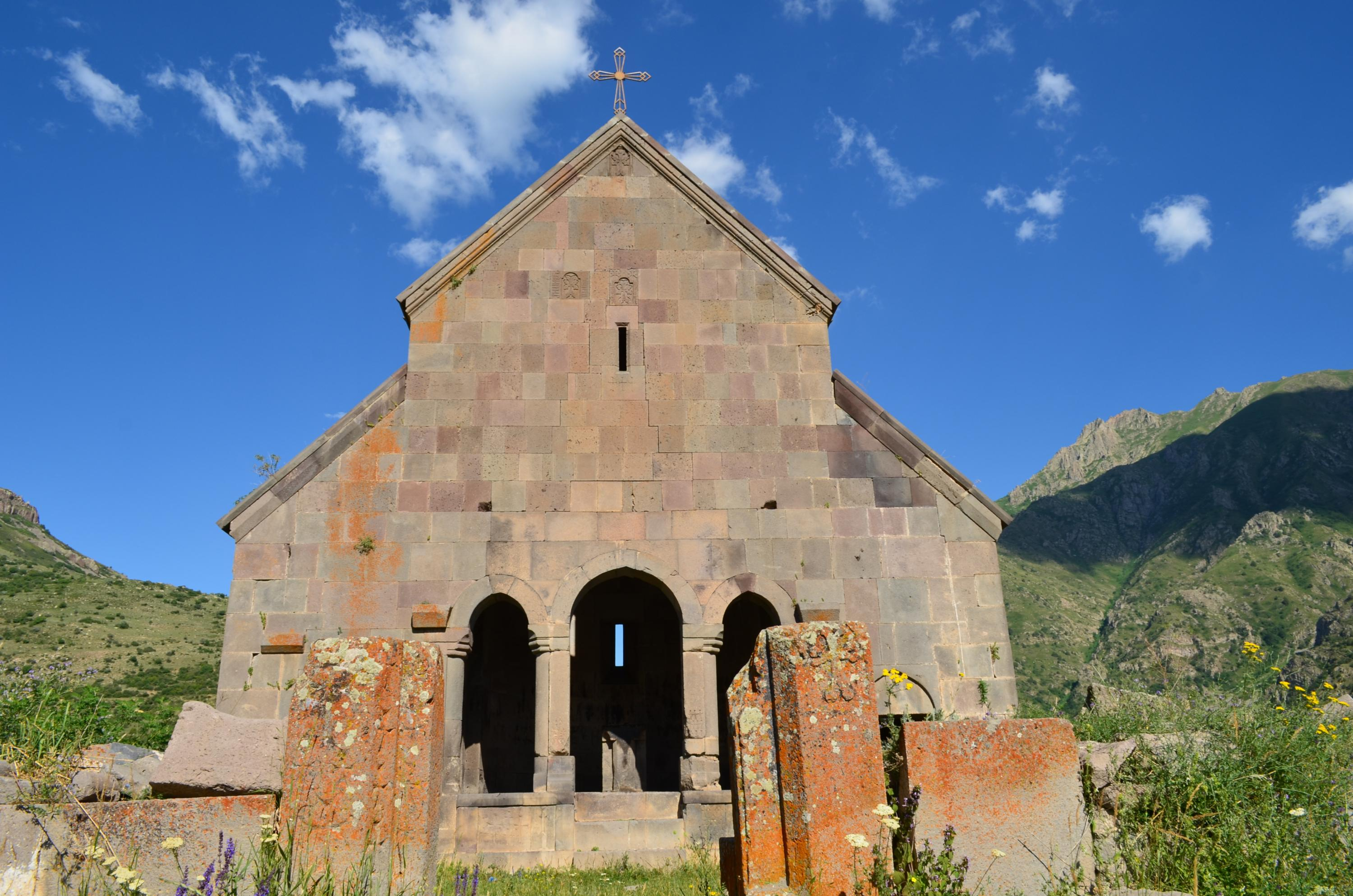
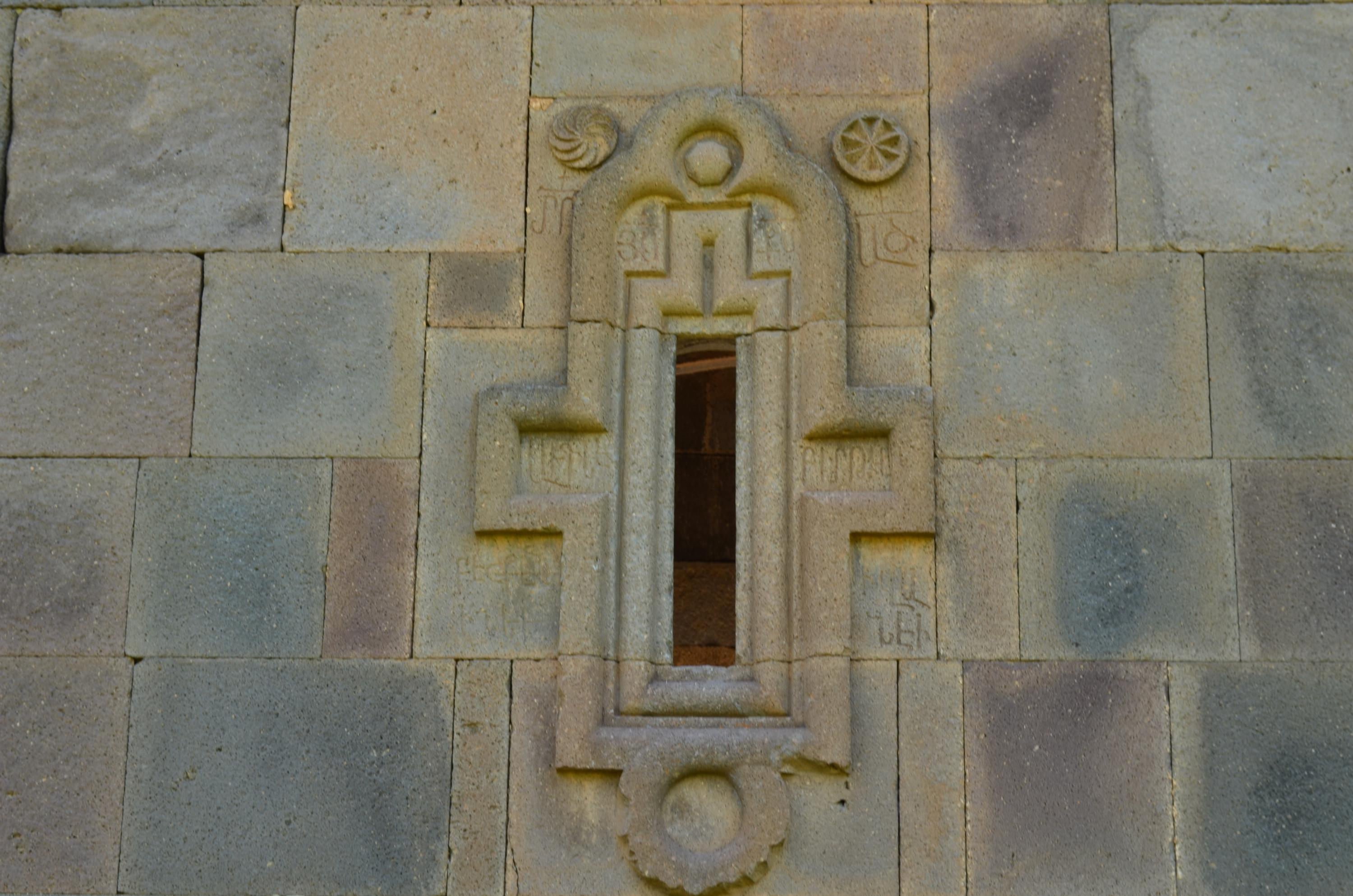
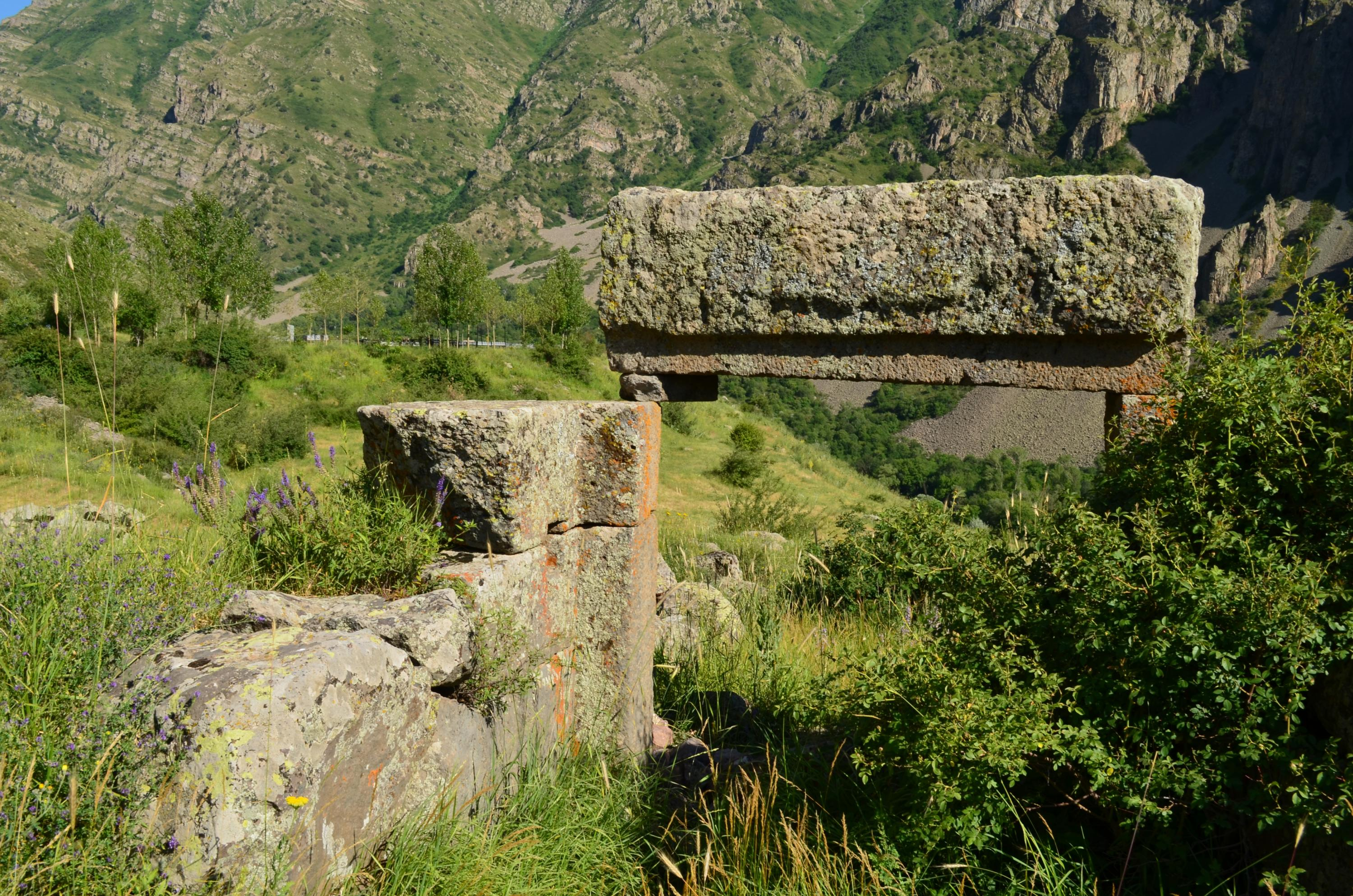
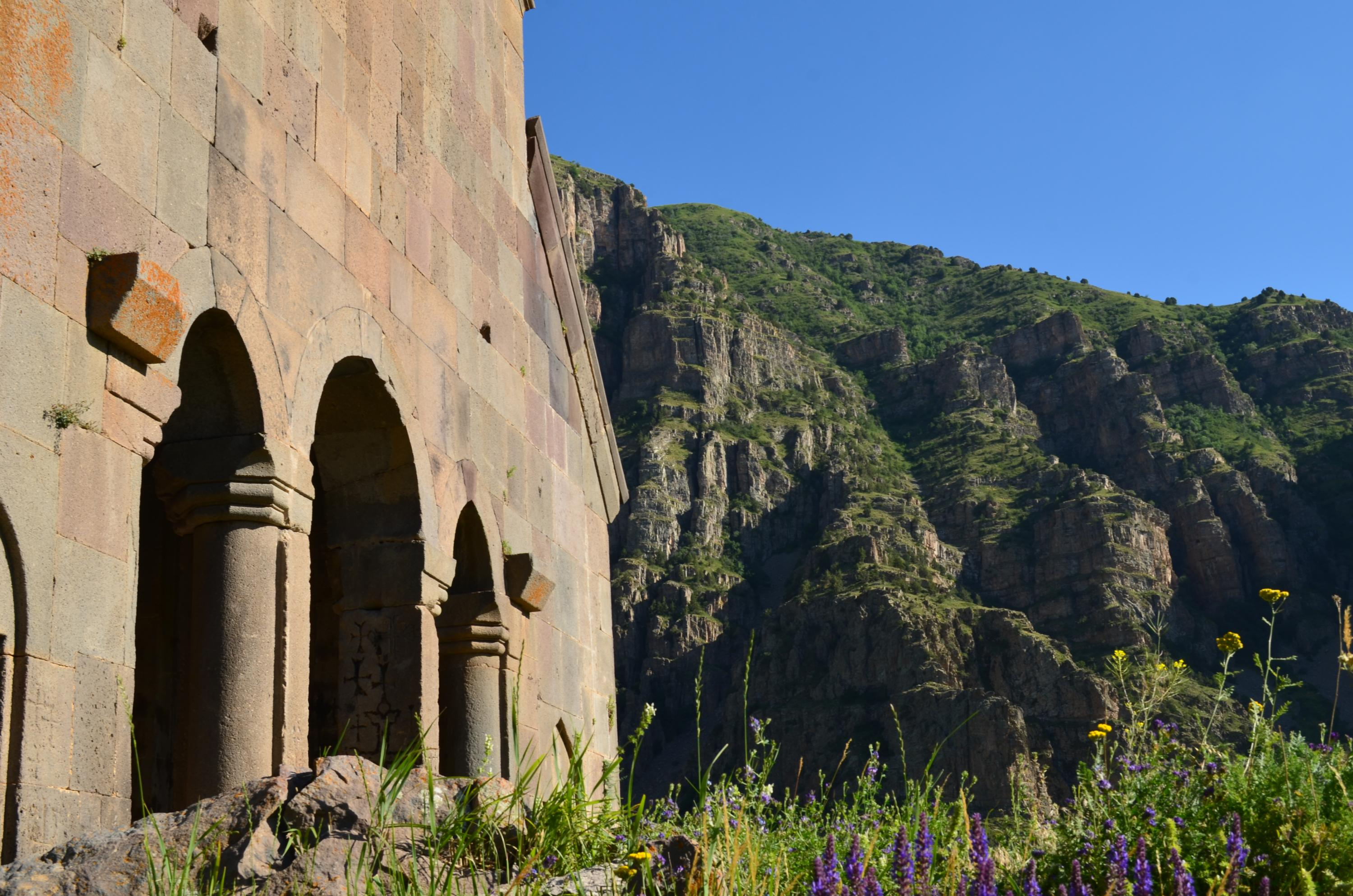
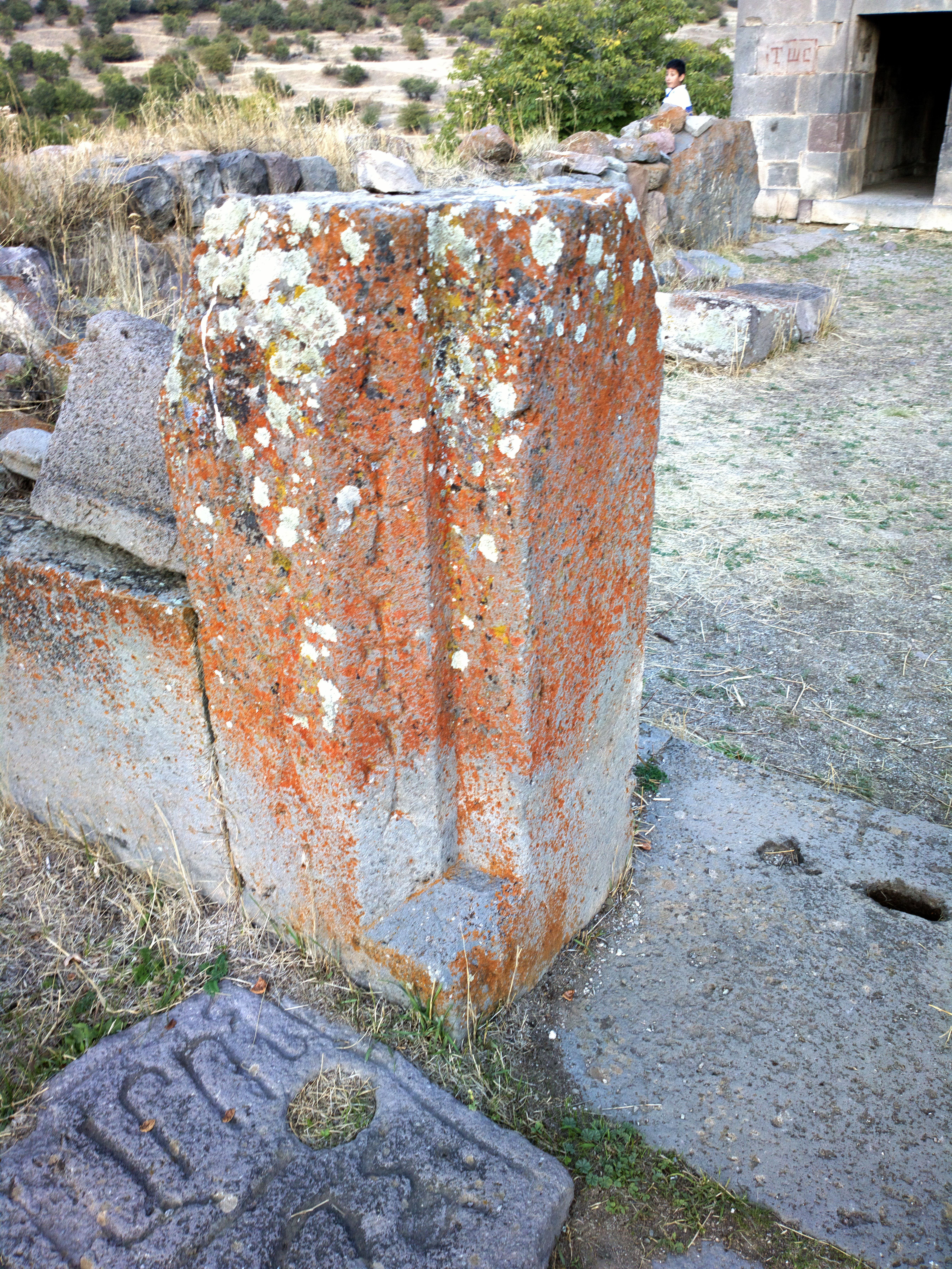
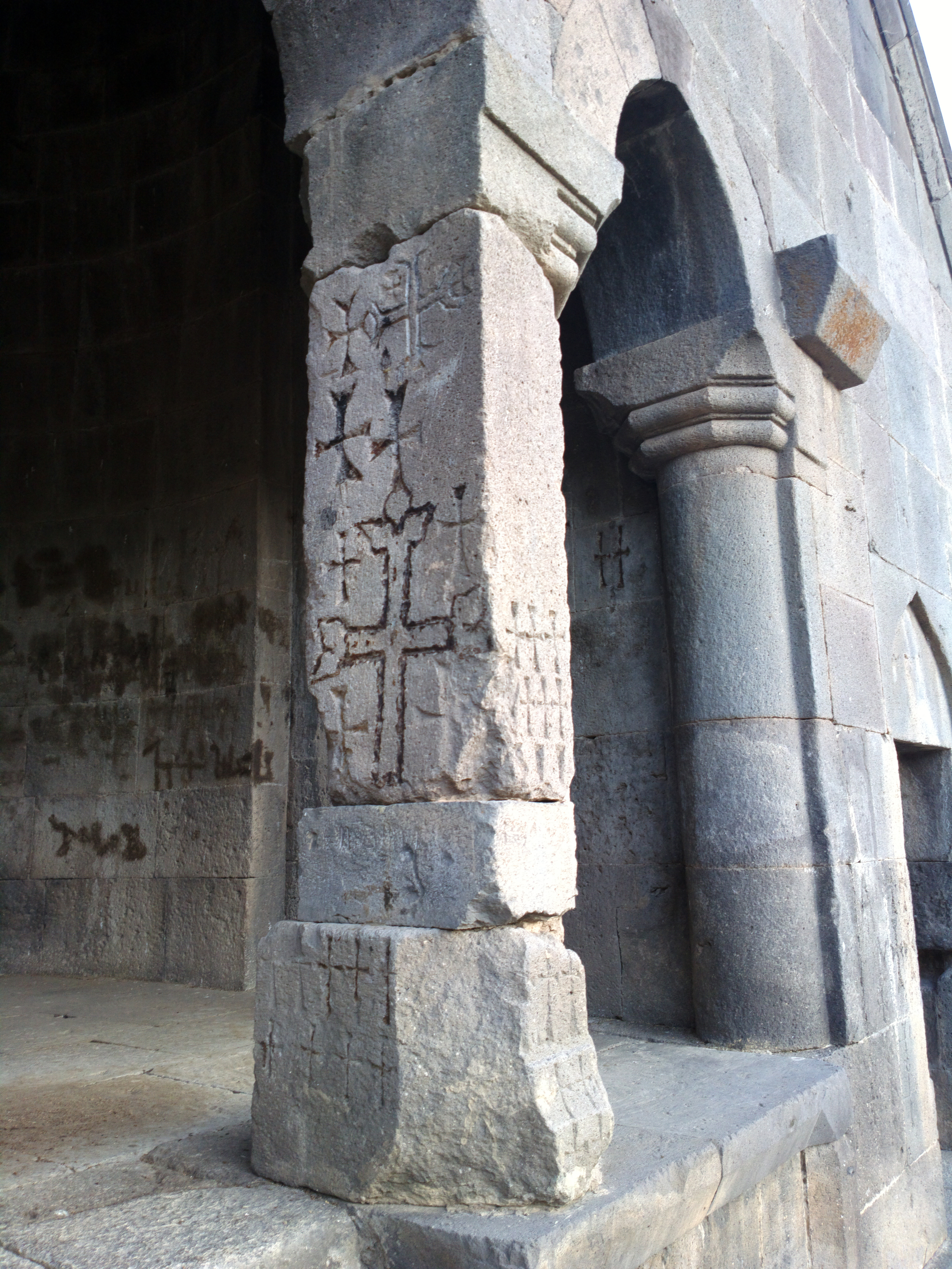
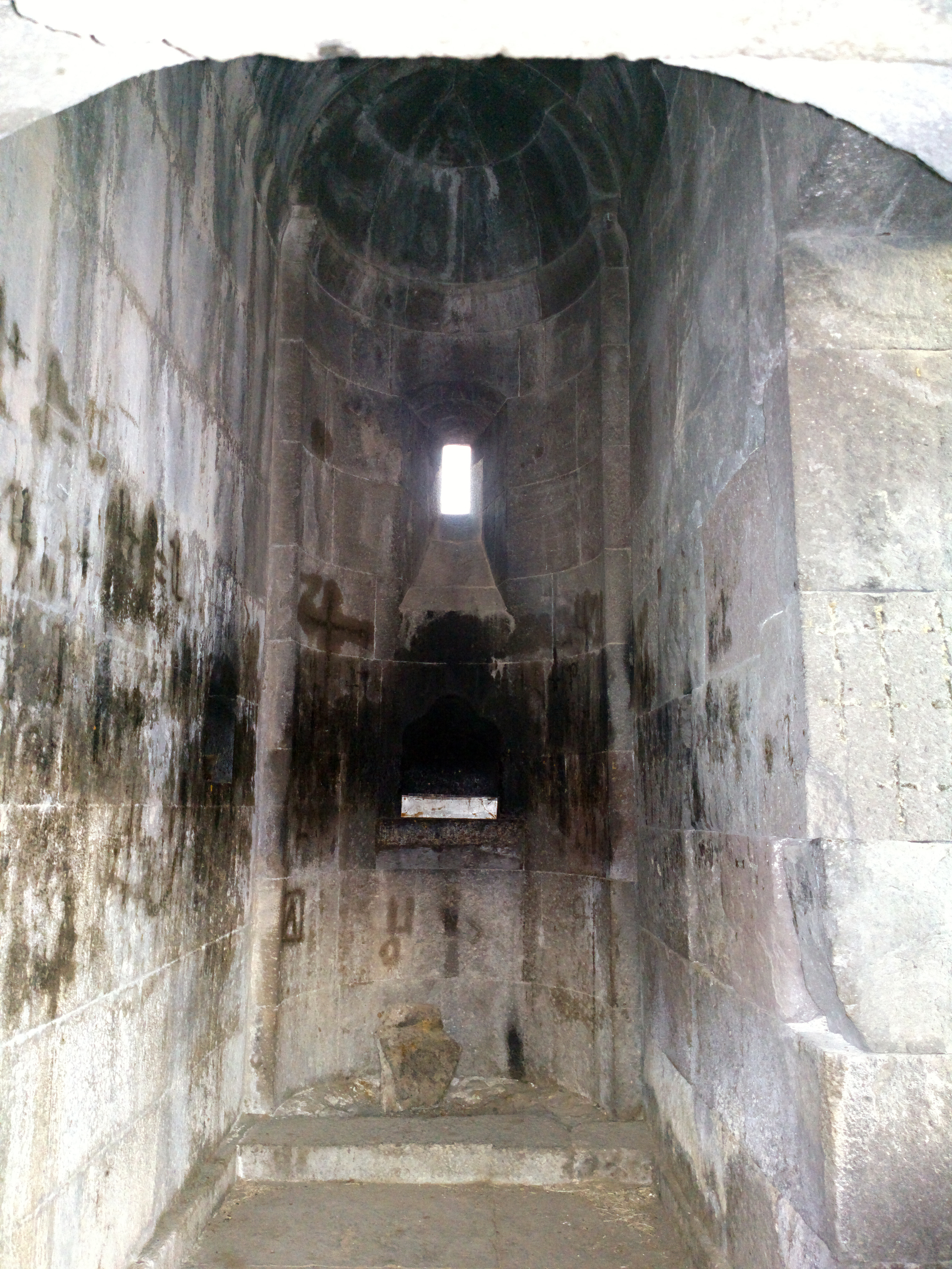
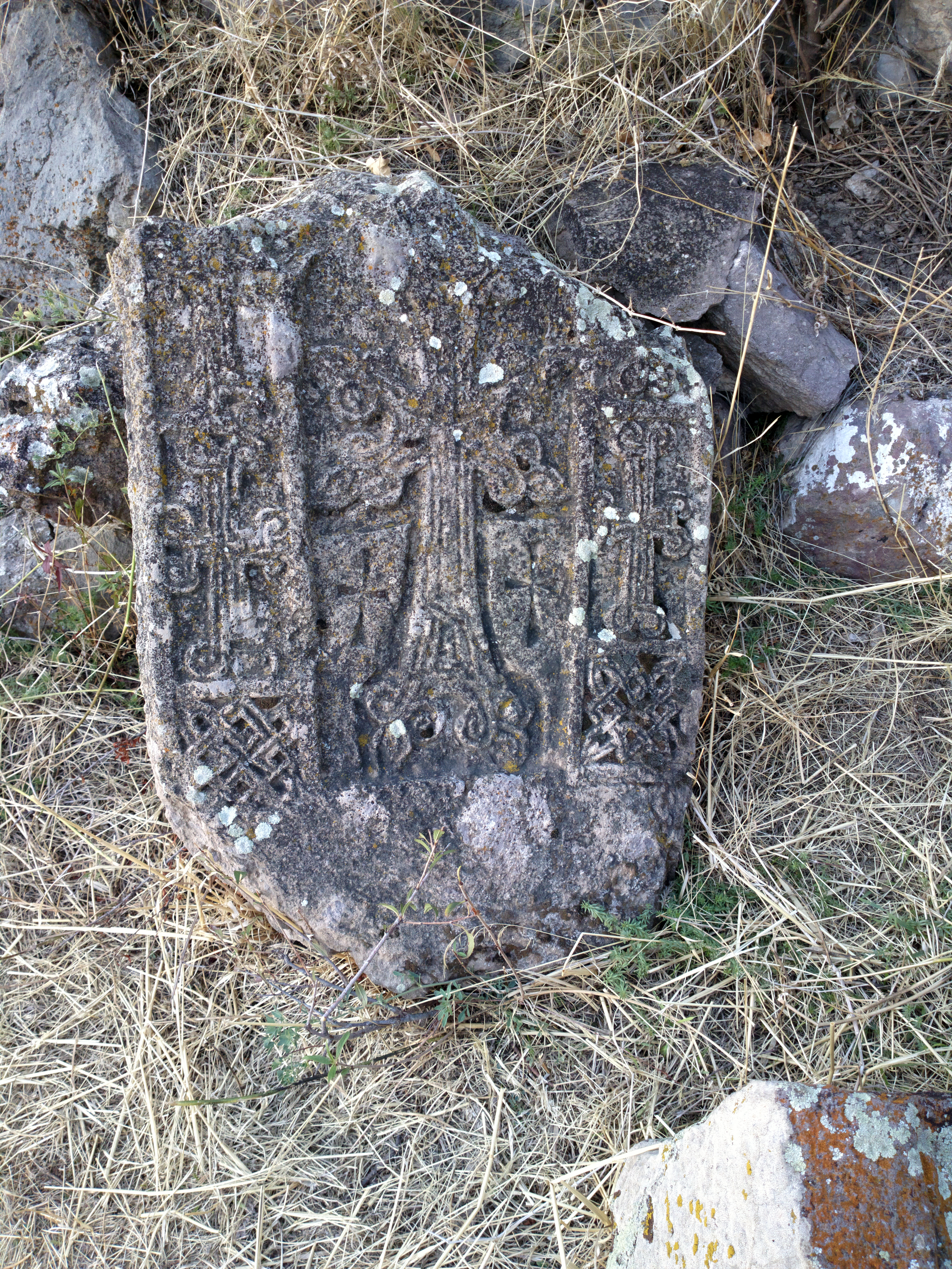
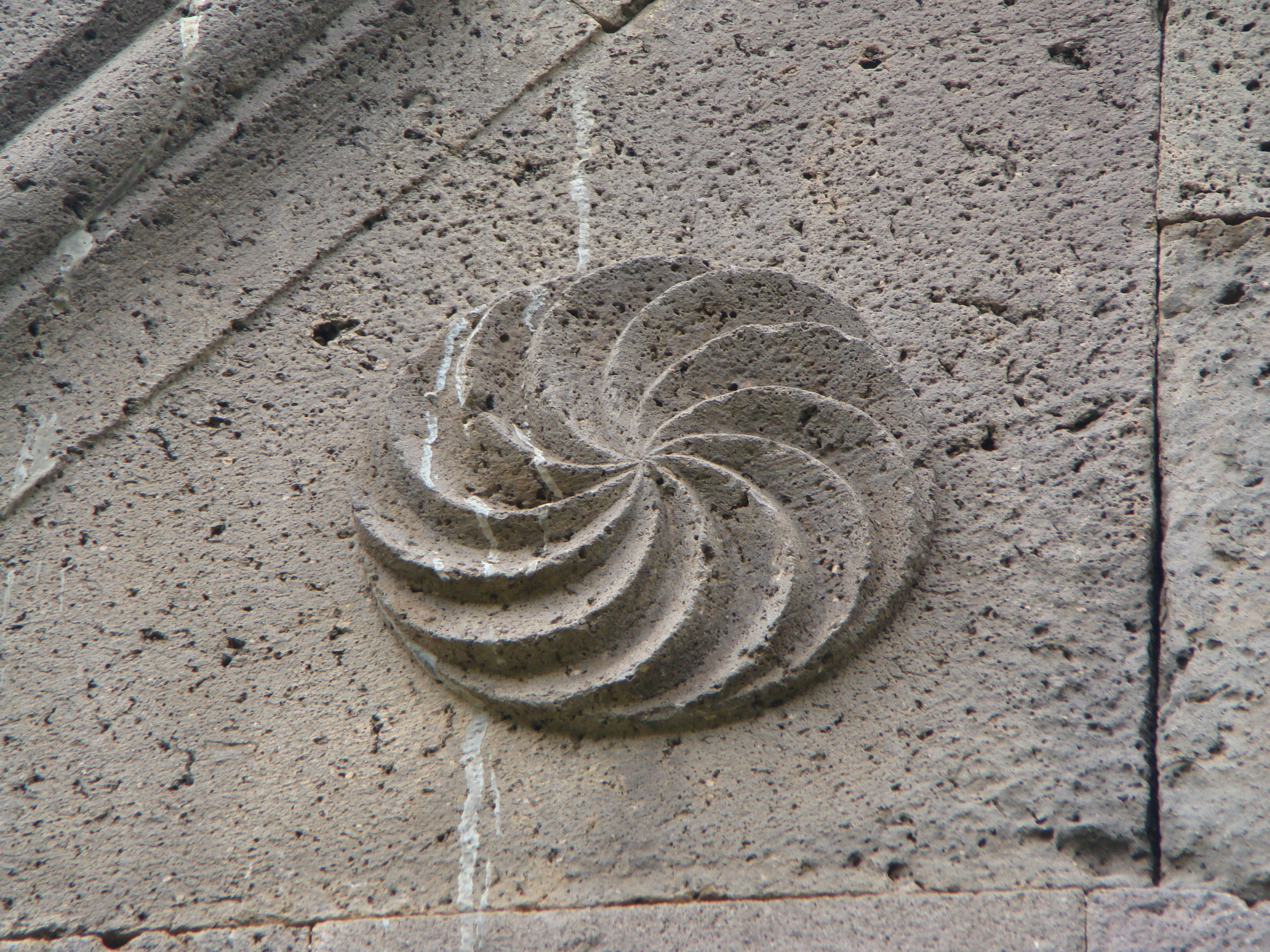
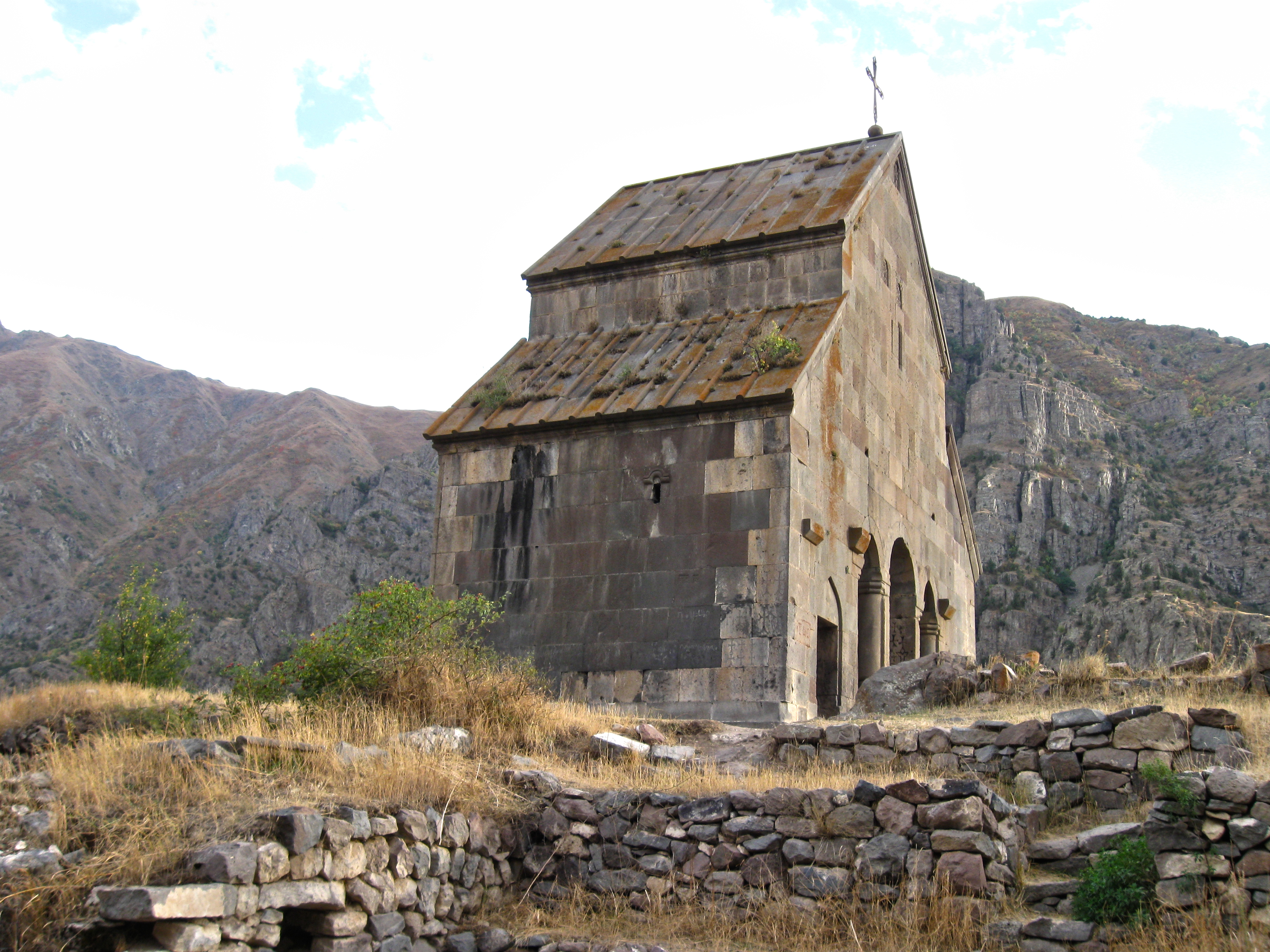